# Lathrobium acutissimum
Lathrobium acutissimum (лат.) — вид коротконадкрылых жуков рода Lathrobium из подсемейства Paederinae (Staphylinidae). Китай.

## Распространение
Китай, Сычуань, Tianquan County (30°09’N, 102°26’E).

## Описание
Коротконадкрылые жуки мелких размеров, задние крылья редуцированы. Длина тела около 1 см (8,12—10,0 мм). Тело коричневое, ноги коричневые до светло-коричневых, усики коричневые до красновато-коричневых. Голова субквадратная (HL/HW 0,93—0,96); пунктировка крупная и плотная; промежутки с мелкой и сетчатой микроскульптурой; глаза маленькие, примерно 1/5—1/4 длины заднеглазничного края в дорсальном виде. Пронотум почти параллельносторонний; пунктировка более редкая, чем на голове; пунктированная срединная линия узкая; промежутки блестящие без микроскульптуры. Надкрылья с более плотной, чем на переднеспинке, и хорошо выраженной пунктировкой; задние крылья редуцированы.

## Систематика и этимология
Вид похож на Lathrobium lijiangense Watanabe & Xiao, 1997 из Юньнани сходной формой стернита VII самца. Новый вид можно легко отличить от этого вида по VIII стерниту самца с треугольной выемкой на апикальном крае и по эдеагусу со значительно более длинным вентральным отростком. У Lathrobium lijiangense стернит VIII самца имеет полуэллиптическую выемку на апикальном крае, а вентральный отросток эдеагуса короткий.
Видовой эпитет acutissimum (латинское прилагательное: «острый») указывает на острый апикальный край IX стернита самца.